# Hans Vonk (direttore d'orchestra)
Hans Vonk (Amsterdam, 18 giugno 1942 – Amsterdam, 29 agosto 2004) è stato un direttore d'orchestra olandese.

## Biografia
Ha studiato pianoforte al Conservatorio di Amsterdam ed all'Universiteit van Amsterdam.
Successivamente si perfeziona con Hermann Scherchen e Franco Ferrara.
Dal 1976 al 1985 è il direttore principale della De Nederlandse Opera, dal 1980 al 1991 della Het Residentie Orkest di L'Aia, dal 1985 al 1990 della Staatskapelle di Dresda e del Semperoper e nel 1991 della WDR Sinfonieorchester di Colonia. 
Al Teatro alla Scala di Milano nel 1980 dirige The Rake's Progress con Claudio Desderi e nel 1988 Fetonte di Niccolò Jommelli con Bernadette Manca di Nissa, Luciana Serra e Sumi Jo.
Al Teatro La Fenice di Venezia nel 1986 dirige La clemenza di Tito.
Dal 1996 al 2002 è stato il direttore principale della Saint Louis Symphony di Saint Louis (Missouri) e dal 2003 al 2004 della Netherlands Radio Symphony Orchestra .

## Discografia
- Beethoven: Triple Concerto/Piano Concerto no. 3 - Christian Zacharias/Hans Vonk, 2001 EMI Warner
- Mozart: Clarinet Concerto in A Major K 622/Sinfonia concertante in E flat Major K 297b - Sabine Meyer/Staatskapelle Dresden/Hans Vonk, 1990 EMI
- Schumann: Symphonies & Concertos - Hans Vonk/Kölner Rundfunk-Sinfonie-Orchester/Truls Mørk, 2008 EMI Warner
- Tschaikowsky: Violin Concerto, Op. 35 & Romeo and Juliet - Christian Funke/Dresden Staatskapelle/Dresden Philharmonic Orchestra/Hans Vonk/Jörg-Peter Weigle, 1982 VEB Deutsche Schallplatten Berlin/edel
- Tchaikovsky: Waltzes From Eugene Onegin - Nutcracker - Swan Lake - Sleeping Beauty - Serenade - Symphony No. 5 - Hans Vonk/Dresden Staatskapelle/Bavarian Radio Symphony Orchestra/Berlin Chamber Orchestra/Peter Wohlert/Prague Festival Orchestra/Pavel Urbanek, 2000 Capriole
- Zweers: Symphony N. 3 - The Hague Philharmonic/Hans Vonk, 2010 Sterling